# Choose me♡ダーリン
「Choose me♡ダーリン」（チューズ・ミー ダーリン）は、StylipSの楽曲。同グループ3枚目のシングルとして2012年8月22日にLantisから発売された。

## 概要
前作「MIRACLE RUSH」から約3ヶ月ぶりのリリースとなる2012年3作目、石原夏織と小倉唯の在籍時としては最後のシングル。表題曲は、テレビアニメ『この中に1人、妹がいる!』のオープニングテーマに起用された。通常盤のディスクジャケットでは原作でイラストを担当しているCUTEGが鶴眞心乃枝、神凪雅、国立凛香、天導愛菜、嵯峨良芽依のイラストを描いている。
販売形態は前2作同様初回限定盤と通常盤の2タイプからなり、前者には表題曲のPV、ダンスバージョン、メイキングを収めたDVDが同梱されている。PVでは帽子を含むマリンルックを着込んでおり、カモメをイメージしたかわいい動きを披露している。この他PVでは4人でスイカを食べたり松永がカメラに向かって水を放出するシーンが収められている。StylipSが帽子を着用するのは今作が初めてであり、同時に大きなポイントとなっている。

## チャート成績
2012年9月3日付オリコン週間シングルチャートと2012年8月21日付デイリーチャートで10位を獲得。初動売上は1.0万枚を記録し、前作と同水準を売り上げた。
2012年9月3日付のBillboard JAPAN HOT 100で34位、Billboard JAPAN Hot Singles Salesで12位、Billboard Hot Animationで5位を獲得した。
2012年8月20日から8月26日調査分のサウンドスキャンの週間シングルCDソフトTOP20では14位、2012年9月1日放送分の『COUNT DOWN TV』内の「This Week's TOP 100」では20位を獲得した。

## 批評
HotShotDiscsの杉岡祐樹は、「突き抜けた爽快感が一番の聴き所」、「鼓膜をスルーして脳髄まで直にクるような小倉唯の声質は、好みの分かれる所かもしれないがやっぱり素晴らしい。」と評した。

## 収録曲
（全作詞：こだまさおり）
1. Choose me♡ダーリン [4:06]
作曲・編曲：高田暁
テレビアニメ『この中に1人、妹がいる!』オープニングテーマ
歌詞の「私を選んで」は、『この中に1人、妹がいる!』の世界観と重なる部分があることを石原が語っており、歌詞に登場する女の子は啀み合いはせず、親密さの一環として主人公を取り合っている様子が描かれている[2]。
2. ベイビィKISS☆ [3:43]
作曲・編曲：若林充
この曲のテーマは「キスがおまじない」で、ガールズバンド調の曲[2][4]。
3. Fragile Crazy [4:28]
作曲・編曲：高田暁
4. Choose me♡ダーリン（inst）
5. ベイビィKISS☆（inst）
6. Fragile Crazy（inst）

DVD（初回限定盤のみ）
1. Choose me♡ダーリン（Music Clip）
2. Choose me♡ダーリン（DANCE STYLE）
3. MAKING STYLE
4. MIRACLE RUSH（Brand-new Style volume one SIDE-B "MIRACLE PARTY"）
5. Honey Groove（Brand-new Style volume one SIDE-B "MIRACLE PARTY"）
6. Brand-new Style!! 〜魔法みたいなShow time〜（Brand-new Style volume one SIDE-B "MIRACLE PARTY"）
7. KAORI ISHIHARA'S STYLE（"Choose me♡ダーリン" TV-SPOT）
8. ARISA NOTO'S STYLE（"Choose me♡ダーリン" TV-SPOT）
9. OGURA'S STYLE（"Choose me♡ダーリン" TV-SPOT）
10. MAHO MATSUNAGA'S STYLE（"Choose me♡ダーリン" TV-SPOT）
11. StylipS' STYLE（"Choose me♡ダーリン" TV-SPOT）

## 収録アルバム
| 曲名               | 収録アルバム                  | 発売日        |
| ------------------ | ----------------------------- | ------------- |
| Choose me♡ダーリン | 『THE LIGHTNING CELEBRATION』 | 2013年4月24日 |
| ベイビィKISS☆      | 『THE LIGHTNING CELEBRATION』 | 2013年4月24日 |
| Fragile Crazy      | 『THE LIGHTNING CELEBRATION』 | 2013年4月24日 |